# Ryan O'Reilly
Ryan O'Reilly (Clinton, Ontario, 7 de febrero de 1991) es un jugador profesional canadiense de hockey sobre hielo que se desempeña en la posición de centro en Nashville Predators, equipo de la National Hockey League (NHL).

## Carrera
Fue seleccionado en la segunda ronda en la NHL Entry Draft de 2009. Hizo su debut en la NHL con el equipo Colorado Avalanche, en el cual jugó seis temporadas (2009-2015), después pasó por varios equipos, Buffalo Sabres (2015-2018), St. Louis Blues (2018-2022), Toronto Maple Leafs (2022-2023), y finalmente a Nashville Predators, donde lleva jugando una temporada.